# Wilco Kelderman
Wilco Kelderman (Amersfoort, Utrecht, 25 de marzo de 1991) es un ciclista profesional neerlandés. Desde 2023 compite por el equipo Team Visma | Lease a Bike.
Hizo su debut en una gran vuelta corriendo el Giro de Italia 2013, finalizando en la 17.ª posición. Al año siguiente cumplió una destacada actuación y finalizó 7.º. Su actuación más destacada hasta la fecha ha sido un 3.er puesto en el Giro de Italia 2020.

## Palmarés
2010
- Tour de Alsacia, más 1 etapa

2011
- Tour de Noruega
- Tour de Thüringe, más 2 etapas
- 1 etapa del Tour de l'Ain

2013
- Vuelta a Dinamarca, más 1 etapa

2015

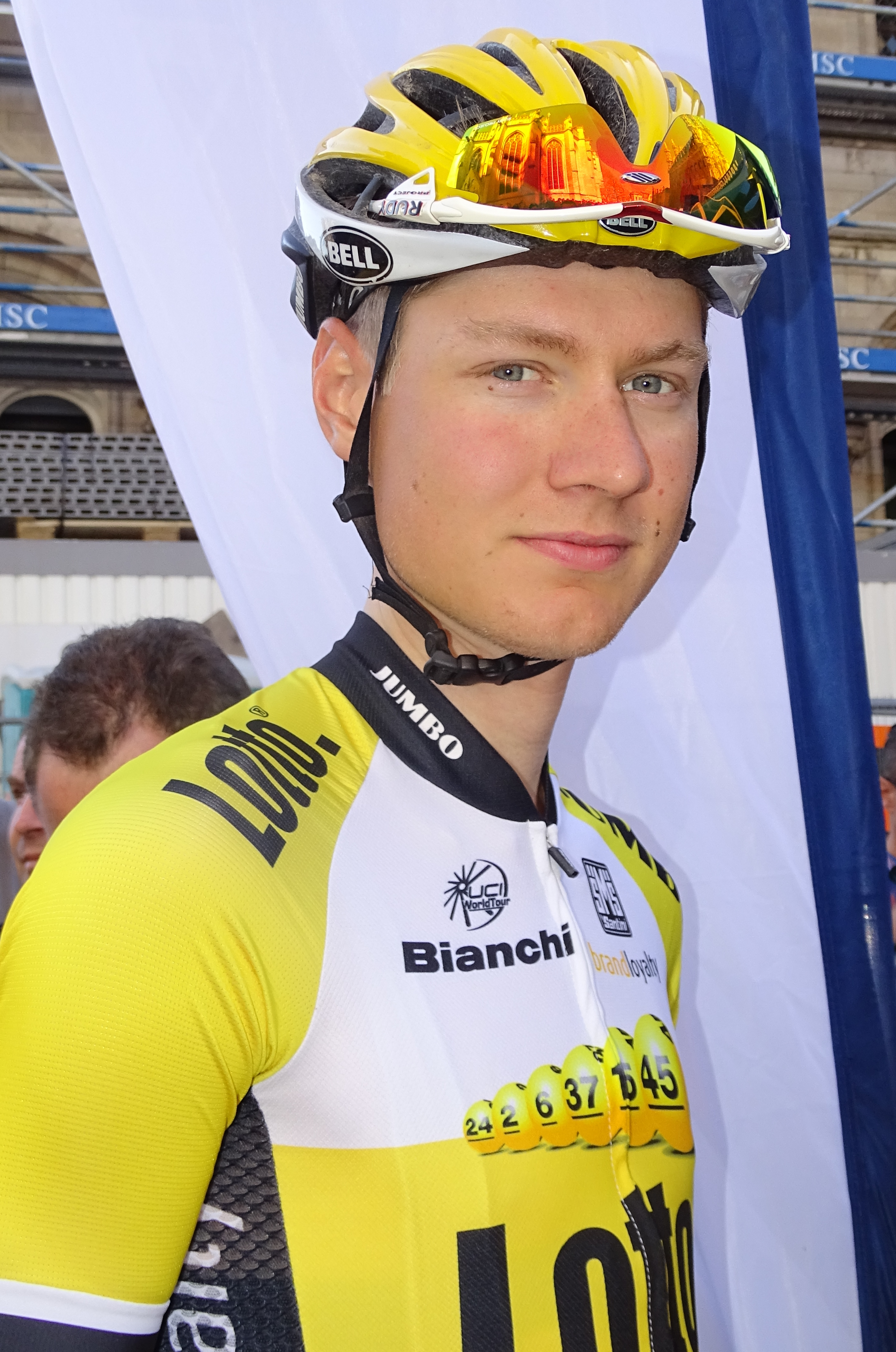
Wilco Kelderman

- Campeonato de los Países Bajos Contrarreloj

2016
- 3.º en el Campeonato de los Países Bajos Contrarreloj

2018
- 3.º en el Campeonato de los Países Bajos Contrarreloj

2020
- 3.º en el Giro de Italia

## Resultados en Grandes Vueltas y Campeonatos del Mundo
| Carrera              | Carrera              | 2010 | 2011 | 2012 | 2013 | 2014 | 2015 | 2016 | 2017 | 2018 | 2019 | 2020 | 2021 | 2022 | 2023 | 2024 | 2025 |
| -------------------- | -------------------- | ---- | ---- | ---- | ---- | ---- | ---- | ---- | ---- | ---- | ---- | ---- | ---- | ---- | ---- | ---- | ---- |
|                      | Giro de Italia       | —    | —    | —    | 17.º | 7.º  | —    | —    | Ab.  | —    | —    | 3.º  | —    | 17.º | —    | —    | 37.º |
|                      | Tour de Francia      | —    | —    | —    | —    | —    | 79.º | 32.º | —    | —    | Ab.  | —    | 5.º  | —    | 18.º | 21.º | —    |
|                      | Vuelta a España      | —    | —    | —    | —    | 14.º | —    | —    | 4.º  | 10.º | 7.º  | —    | —    | 18.º | 25.º | —    | —    |
| Mundial en Ruta      | Mundial en Ruta      | —    | —    | —    | 60.º | Ab.  | —    | —    | —    | 38.º | —    | —    | —    | —    | —    | 31.º | —    |
| Mundial Contrarreloj | Mundial Contrarreloj | —    | —    | 25.º | —    | —    | 23.º | —    | 7.º  | 16.º | —    | —    | —    | —    | —    | —    | —    |

—: no participa

Ab.: abandono

## Equipos
- Rabobank Continental Team (2010-2011)
- Rabobank/Blanco/Belkin/Lotto NL (2012-2016)
  - Rabobank Cycling Team (2012)
  - Blanco Pro Cycling (2013)[1]
  - Belkin-Pro Cycling Team (2013-2014)
  - Team Lotto NL-Jumbo (2015-2016)
- Team Sunweb (2017-2020)
- Bora-Hansgrohe[2] (2021-2022)
- Visma (2023-)
  - Team Jumbo-Visma (2023)
  - Team Visma | Lease a Bike (2024-)